# García de Loaysa y Mendoza
No debe confundirse con su sobrino García Loaysa y Girón.
García de Loaysa y Mendoza, O.P. (Talavera de la Reina, 1478 - Madrid, 22 de abril de 1546) fue un arzobispo e inquisidor general español de la orden de los dominicos. Nombrado cardenal de la Iglesia católica por el papa Clemente VII, en el consistorio del 9 de marzo de 1530. Además fue Maestro General de la Orden de Predicadores.

## Biografía
Residió en el convento de Talavera de la Reina (Toledo). En su juventud estudió en el Colegio de San Gregorio de Valladolid, del que llegó a ser rector. En 1516 fue nombrado provincial de la orden dominica en España. En 1522 fue elegido confesor del emperador Carlos V. 
En 1524 nombrado presidente del Consejo de Indias. 
El mismo año renunció al cargo de Maestre General de la orden dominica que ocupaba desde 1518. 
En 1525 fue nombrado obispo de Osma.
En 1530 fue investido cardenal con el título de Santa Susana, 
en 1532 nombrado obispo de Sigüenza 
y en 1536 Comisario general de Cruzada. 
En 1539 fue transferido a la sede metropolitana de Sevilla con la dignidad de arzobispo,  y en 1546 fue nombrado también inquisidor general.  
Murió este mismo año en Madrid; sus restos fueron trasladados al monasterio dominico de Talavera junto con los de sus padres, pero su sepultura, profanada por las tropas francesas durante la guerra de independencia, desapareció durante la reforma del edificio tras la desamortización de 1837.